# Moenui
Moenui est une petite localité  dans l’Île du Sud de la Nouvelle-Zélande.

## Situation
Elle situé à 3 km à l’est de la ville de Havelock,
sur les berges du bras nommé Mahikipawa du détroit de 'Mahau Sound' – un des nombreux Bras de mer constituant les Marlborough Sounds.
 Havelock est la ville la plus proche, mais le principal centre urbain à proximité est la cité de Blenheim.

## Toponymie
La signification de 'Moenui' est "Big Sleep" (sommeil profond).

## Activité
Il y a environ 50 maisons au niveau de 'Moenui Bay', dont une grande partie sont des maisons de vacances.

## Éducation
Il y a deux écoles à proximité de 'Moenui Bay': celle de Havelock (en) et celle de Linkwater School (en). 